# Кремс, Андрей Яковлевич
Андре́й Я́ковлевич Кремс (1899—1975) — главный геолог, заместитель начальника управления по науке Ухтинского территориального геологического управления.

## Биография
Родился 5 (17) июля 1899 года в местечке Зюд-Остов-Култук близ Баку в семье рыбака. Окончил трёхклассную церковно-приходскую школу, а затем шестиклассное училище в Баку. В 16 лет остался без родителей, на попечении старших братьев и сестры. В юности переболел тифом, болезнь дала осложнение — он потерял слух.
В 1915 году поступил в политехническое училище в Баку, по окончании которого получил квалификацию техника-нефтепромысловика. Работал на промыслах Азербайджана чертёжником, коллектором, геологом, старшим районным геологом Балаханского геологического бюро. В 1921—1931 годах учился заочно в АзНИ по специальности «нефтепромысловое дело», получил диплом инженера-геолога. Вскоре занял должность главного геолога «Азнефти». Доктор геолого-минералогических наук.
В 1934 году Кремс был приглашён на работу в Москву, назначен главным геологом Главного управления нефтяной промышленности НКТП СССР. В это же время он заведовал кафедрой разработки нефтяных и газовых месторождений в МНИ. В 1936 году в составе группы специалистов нефтяной промышленности был в командировке в США, знакомился там с поисками, разведкой и разработкой нефтяных и газовых месторождений. В конце 1930-х годов, после двух пятилеток невыполнения плановых обязательств по добыче нефти в целом по СССР, все ездившие в Америку были репрессированы, большинство расстреляны.
30 сентября 1938 года А. Я. Кремс был арестован. Постановлением Особого совещания при НКВД СССР от 29 мая 1939 года осуждён на восемь лет лагерей с формулировкой в приговоре «за участие в троцкистской организации». Для отбытия наказания был направлен в Коми АССР, в посёлок Чибью (позднее Ухта).
Здесь заключённого Кремса определили коллектором только что организованного бюро по проектированию Ярегской нефтешахты № 1. «Тяжёлую нефть» Ярегского месторождения можно было добывать только шахтным способом, ранее не применяемым в СССР. Кремс показал себя грамотным геологом, и вскоре ему поручили составить геологическую часть обоснования для проекта шахты, что он и сделал весьма основательно. Затем он сам выступал в Москве с обоснованием проекта в присутствии высшего руководства НКВД СССР, которое тогда курировало геологические исследования и разработку важнейших видов полезных ископаемых.
Приказом Народного комиссара внутренних дел СССР от 11 июля 1940 года А. Я. Кремс был досрочно освобождён и направлен на должность заместителя начальника лагеря и начальника геологоразведочного отдела. О досрочном освобождении Кремса ходатайствовал перед органами НКВД академик А. Е. Ферсман, который перед этим побывал в Ухте и там общался с Андреем Яковлевичем. По другой версии, досрочному освобождению способствовал сам Л. П. Берия, школьный друг А. Я. Кремса.
В 1942 году А. Я. Кремс был назначен на должность главного геолога «Ухтижемстроя». В 1944 году судимость была снята; реабилитирован в 1956 году. В течение 34 лет А. Я. Кремс руководил геолого-разведочными работами и научными исследованиями по подготовке сырьевой базы на северо-западе европейской части России. В этот период здесь открыты более тридцати месторождений нефти и газа, в том числе уникальные Западно-Тэбукское и Усинское нефтяные, Вуктыльское газоконденсатное и другие. Эти открытия позволили создать в Республике Коми крупную нефтегазодобывающую промышленность и осуществить строительство газо- и нефтепроводов в центр и на северо-запад страны.
Руководил отделом в филиале Газпром ВНИИГАЗ в Коми АССР, был профессором Ухтинского индустриального института, доктор геологических наук. Удостоен званий «Заслуженный деятель науки и техники Коми АССР» и «Заслуженный деятель науки и техники РСФСР». Автор и соавтор 250 печатных работ по геологии, по проблемам поисков и разведки нефтяных и газовых месторождений, по формированию залежей и происхождению нефти и газа, четырёх книг, статей в журналах, множества выступлений на страницах газет, 70 неопубликованных отчётов и записок. В числе работ — монографии: «Вопросы формирования структур и залежей нефти и газа Южного Тимана»; «Основы шахтной разработки нефтяных месторождений»; «История советской геологии нефти и газа» и др.
Скоропостижно скончался 31 мая 1975 года. Похоронен в Ухте, на кладбище по улице Загородной.

## Семья
Первая жена — Анна Андреевна, умерла в конце 1960-х годов. 
Старший сын погиб на фронте в 1942 году, младший умер от скарлатины в грудном возрасте.
Вторая жена (с 1969 года) — Анна Яковлевна Молий, директор Ухтинского нефтеперерабатывающего завода.

## Награды и премии
- Герой Социалистического Труда (16 июля 1969 года) — за большие заслуги в развитии геологоразведочных работ на нефть и газ и в связи с 70-летием
- заслуженный деятель науки и техники Коми АССР
- заслуженный деятель науки и техники РСФСР
- Сталинская премии третьей степени (1951)— за открытие месторождений полезных ископаемых
- три ордена Ленина (1931, 1952, 1969)[2]
- два ордена Трудового Красного Знамени
- два ордена Красной Звезды
- медали
- Почётный гражданин Ухты (1973). Его имя занесено в Книгу трудовой славы Коми АССР.
- В 1975 году имя учёного было присвоено улице, где в доме № 3 он проживал с 1959 года. В 1983 году его рабочий кабинет стал музеем-квартирой А. Я. Кремса, на доме установлена мемориальная доска.
- Именем учёного назван вид беспозвоночных из класса брахиопод в девоне Русской платформы.
- Посмертно присвоено звание «Ухтинец XX века». О нём был снят документальный фильм, написана книга.